# Dubiaranea decora
Dubiaranea decora là một loài nhện trong họ Linyphiidae. Loài này được phát hiện ở Peru.